# Danh sách quân chủ Liên hiệp Anh
Xem thêm: Danh sách phối ngẫu quốc vương Anh.
Đã có 13 vị quốc vương Anh kể từ liên minh chính trị giữa xứ Anh (England) và xứ Scotland vào ngày 1 tháng 5 năm 1707. Trước đó đã tồn tại một liên minh cá nhân giữa xứ Anh (England) và xứ Scotland kể từ ngày 24 tháng 3 năm 1603, khi Vua James VI của Scotland kế vị ngai vàng xứ Anh và trở thành James II của Anh. Liên minh chính trị ban đầu có tên gọi Vương quốc Anh (Kingdom of Great Britain). Vào ngày 1 tháng 1 năm 1801, Vương quốc Anh (Kingdom of Great Britain) và Vương quốc Ireland hợp nhất, thành lập Vương quốc Liên hiệp Anh và Ireland (United Kingdom of Great Britain and Ireland). Vào những năm 1920, sau khi miền nam Ireland ly khai, tên vương quốc trở thành Vương quốc Liên hiệp Anh và Bắc Ireland (United Kingdom of Great Britain and Northern Ireland).
Chú ý: Danh sách sau đây là danh sách liệt kê các quốc vương và nữ vương của Vương quốc Anh (Kingdom of Great Britain), Vương quốc Liên hiệp Anh và Ireland (United Kingdom of Great Britain and Ireland) và Vương quốc Liên hiệp Anh và Bắc Ireland (United Kingdom of Great Britain and Northern Ireland); danh sách không liệt kê quốc vương và nữ vương xứ Anh (England), một quốc gia có chủ quyền trước liên minh chính trị giữa nó và Scotland vào ngày 1 tháng 5 năm 1707, và sau này là một quốc gia cấu thành của Liên hiệp Anh hiện đại, cùng với Scotland, Wales và Bắc Ireland.

## Quốc vương Anh
| Quân chủ | Chân dung        | Vương huy                     | Sinh | Kết hôn | Mất                                                | Cơ sở                                                  |                  |
| Vương tộc Stuart | Vương tộc Stuart | Vương tộc Stuart              | Vương tộc Stuart | Vương tộc Stuart | Vương tộc Stuart                                   | Vương tộc Stuart                                       | Vương tộc Stuart |
| --- | ---------------- | ----------------------------- | --- | --- | -------------------------------------------------- | ------------------------------------------------------ | ---------------- |
| Anne 1 tháng 5, 1707 – 1 tháng 8, 1714 (7 năm, 93 ngày)Nữ vương Anh và Scotland từ 8 tháng 3, 1702 (12 năm, 147 ngày)   |                  |                               | 6 tháng 2, 1665 Cung điện St JamesCon gái của James VII và II và Anne Hyde                                                                | Jørgen của Đan Mạch Cung điện St James 28 tháng 7, 1683 5 con đến 28 tháng 10, 1708                                                      | 1 tháng 8, 1714 Cung điện Kensington Thọ 49 tuổi   | Con gái của James VII and IITuyên ngôn Nhân quyền 1689 |                  |
| Vương tộc Hannover |                  |                               | | |                                                    |                                                        |                  |
| George I George Louis 1 tháng 8, 1714 – 11 tháng 6, 1727 (12 năm, 315 ngày)                                             |                  |                               | 28 tháng 5, 1660 LeineschlossCon trai của Sophie của Pfalz, và Ernest Augustus, Tuyển Hầu tước xứ Hanover                                 | Sophia Dorothea của Brunswick-Lüneburg-Celle 21 tháng 11, 1682 2 con ly hôn 28 tháng 12, 1694                                            | 11 tháng 6, 1727 Osnabrück Thọ 67 tuổi             | Chắt của James I của AnhĐạo luật Dàn xếp 1701          |                  |
| George II George Augustus 11 tháng 6, 1727 – 25 tháng 10, 1760 (33 năm, 126 ngày)                                       |                  |                               | 30 tháng 10, 1683 Cung điện HerrenhausenCon trai của George I và Sophia Dorothea của Brunswick-Lüneburg-Celle                             | Caroline xứ Brandenburg-Ansbach Vườn Herrenhausen 22 tháng 8, 1705 8 con đến 20 tháng 11, 1737                                           | 25 tháng 10, 1760 Cung điện Kensington Thọ 76 tuổi | Con trai của George I                                  |                  |
| George III George William Frederick 25 October 1760 – 29 tháng 1, 1820 (59 năm, 97 ngày)                                |                  | đến 1801: 1801–1816: từ 1816: | 24 tháng 5, 1738 Điện NorfolkCon trai của Frederick, Thân vương xứ Wales, và Augusta xứ Saxe-Gotha-Altenburg                              | Charlotte xứ Mecklenburg-Strelitz Cung điện St James 8 tháng 9, 1761 15 con đến 17 tháng 11, 1818                                        | 29 tháng 1, 1820 Lâu đâì Windsor Thọ 81 tuổi       | Cháu trai của George II                                |                  |
| George IV George Augustus Frederick 29 tháng 1, 1820 — 26 tháng 6, 1830 (10 năm, 149 ngày)                              |                  |                               | 12 tháng 8, 1762 Cung điện St JamesCon trai của George III và Charlotte xứ Mecklenburg-Strelitz                                           | Caroline xứ Braunschweig-Wolfenbüttel Cung điện St James 8 April 1795 1 con đến 7 tháng 8, 1821                                          | 26 June 1830 Windsor Castle Thọ 67 tuổi            | Con trai của George III                                |                  |
| William IV William Henry 26 tháng 6, 1830 — 20 tháng 6, 1837 (6 năm, 360 ngày)                                          |                  |                               | 21 tháng 8, 1765 Cung điện BuckinghamCon trai của George III và Charlotte xứ Mecklenburg-Strelitz                                         | Adelheid xứ Sachsen-Meiningen Cung điện Kew 13 tháng 7, 1818 2 con                                                                       | 20 tháng 6, 1837 Lâu đài Windsor Thọ 71 tuổi       | Con trai của George III                                |                  |
| Victoria Alexandrina Victoria 20 June 1837 — 22 tháng 1, 1901 (63 năm, 217 ngày)                                        |                  |                               | 24 tháng 5, 1819 Cung điện KensingtonCon gái của Vương tử Edward, Công tước xứ Kent và Strathearn, và Victoire xứ Sachsen-Coburg-Saalfeld | Albrecht xứ Sachsen-Coburg và Gotha Cung điện St James 10 tháng 2, 1840 9 con đến 14 tháng 12, 1861                                      | 22 tháng 1, 1901 Điện Osborne Thọ 81 tuổi          | Cháu gái của George III                                |                  |
| Vương tộc Saxe-Coburg và Gotha                                                                                          |                  |                               | | |                                                    |                                                        |                  |
| Edward VII Albert Edward 22 tháng 1, 1901 — 6 tháng 5, 1910 (9 năm, 105 ngày)                                           |                  |                               | 9 tháng 11, 1841 Cung điện BuckinghamCon trai của Victoria và Albrecht xứ Sachsen-Coburg và Gotha                                         | Alexandra của Đan Mạch Nhà nguyện St George 10 tháng 3, 1863 6 con                                                                       | 6 tháng 5, 1910 Cung điện Buckingham Thọ 68 tuổi   | Con trai của Victoria                                  |                  |
| Vương tộc Windsor |                  |                               | | |                                                    |                                                        |                  |
| George V George Frederick Ernest Albert 6 tháng 5, 1910 — 20 tháng 1, 1936 (25 năm, 260 ngày)                           |                  |                               | 3 tháng 6, 1865 Điện MarlboroughCon trai của Edward VII và Alexandra của Đan Mạch                                                         | Mary xứ Teck Cung điện St James 6 tháng 7, 1893 6 con                                                                                    | 20 tháng 1, 1936 Điện Sandringham Thọ 70 tuổi      | Son of Edward VII                                      |                  |
| Edward VIII Edward Albert Christian George Andrew Patrick David 20 January 1936 — thoái vị 11 tháng 12, 1936 (327 ngày) |                  |                               | 23 tháng 6, 1894 White LodgeCon trai của George V và Mary xứ Teck                                                                         | Wallis Simpson Château de Candé 3 June 1937                                                                                              | 28 tháng 5, 1972 Neuilly-sur-Seine Thọ 77 tuổi     | Con trai của George V                                  |                  |
| George VI Albert Frederick Arthur George 11 tháng 12, 1936 — 6 tháng 2, 1952 (15 năm, 58 ngày)                          |                  |                               | 14 tháng 12, 1895 Điện SandringhamCon trai của George V và Mary xứ Teck                                                                   | Elizabeth Bowes-Lyon Tu viện Westminster 26 tháng 4, 1923 2 con                                                                          | 6 tháng 2, 1952 Điện Sandringham Thọ 56 tuổi       | Con trai của George V                                  |                  |
| Elizabeth II Elizabeth Alexandra Mary 6 tháng 2, 1952 — 8 tháng 9, 2022 (70 năm, 215 ngày)                              |                  |                               | 21 tháng 4, 1926 MayfairCon gái của George VI và Elizabeth Bowes-Lyon                                                                     | Philip Mounbatten Tu viện Westminster 20 tháng 11, 1947 4 con đến 9 tháng 4, 2021                                                        | 8 tháng 9, 2022 Lâu đài Balmoral Thọ 96 tuổi       | Con gái của George VI                                  |                  |
| Charles III Charles Philip Arthur George từ 8 tháng 9, 2022 (2 năm, 198 ngày)                                           |                  |                               | 14 tháng 11, 1948 Cung điện BuckinghamCon trai của Elizabeth II và Philippos của Hy Lạp và Đan Mạch                                       | (1) Diana Spencer Nhà thờ St Paul 29 tháng 7, 1981 2 con ly hôn 28 tháng 8, 1996 (2) Camilla Shand Tòa Thị chính Windsor 9 tháng 4, 2005 | đương nhiệm 76 tuổi                                | Con trai của Elizabeth II                              |                  |

## Đánh số triều đại
Theo Đạo luật Liên hiệp, việc đánh số triều đại của các quốc vương thể theo các vị vua xứ Anh. William IV, Edward VII, Edward VIII, và Elizabeth II đều là số thứ tự tiếp theo của các vua Anh. Do sự phản đối của Scotland đối với tước hiệu Elizabeth II, Winston Churchill đã đề xuất rằng tất cả các quốc vương tương lai nên dùng số thứ tự theo gia tộc Anh hoặc Scotland, tùy theo cái nào cao hơn. Điều luật mới này không làm thay đổi số thứ tự của bất kỳ quốc vương nào trước đó.